# Assedio di Melilla
L'assedio di Melilla del 1774 è stato un tentativo fallito  di conquista dell'enclave spagnola di Melilla da parte del sultano alawide del Marocco Muhammad III e i suoi alleati inglesi. La città venne circondata e assediata nel 1774 da un grande esercito del sultano e molti mercenari algerini. La città era difesa da una guarnigione comandata dall'irlandese Juan Sherlocke. L'assedio venne rotto da una flotta di soccorso spagnola.

## Battaglia
Con la promessa di un aiuto militare e finanziario inglese per una guerra contro la Spagna, il sultano Muhammad ibn Abd Allah formò un esercito di 40 000 uomini dotato di una potente artiglieria e nel 1774 iniziò a bombardare la città. Le truppe spagnole resistettero all'assedio per oltre 100 giorni, periodo nel cui oltre 12 000 cannonate vennero lanciate contro la città. Nello stesso periodo un piccolo presidio guidato da Florencio Moreno resistette ad un altro esercito mandato dal sultano a Peñón de Vélez de la Gomera.
Nel 1775 una nave inglese con materiale bellico diretta a Melilla venne intercettata dalla marina spagnola, marina spagnola che raggiunse poi la città; allo stesso tempo gli ottomani della Reggenza di Algeri iniziano ad invadere i confini orientali del Marocco e i mercenari algerini disertarono, così che Sherlocke iniziò a rompere l'assedio, che cessò definitivamente nel marzo 1775.

La fine dell'assedio è ricordato dagli spagnoli come "Nuestra Señora de la Victoria".
Con la pace di Aranjuez nel 1780, il Marocco riconobbe la sovranità spagnola su Melilla in cambio di alcune concessioni territoriali.